# 73. вечити дерби у фудбалу
73. вечити дерби у фудбалу је фудбалска утакмица одиграна у Београду 14. јуна 1983. године, између Црвене звезде и Партизана. Утакмица се завршила резултатом 0 : 0.